# IC 1193
IC 1193 — галактика типу S0-a (спіральна галактика) у сузір'ї Геркулес.
Цей об'єкт міститься в оригінальній редакції індексного каталогу.